# Julian Myrick
Julian Myrick (Murfreesboro, 30 de novembro de 1861 - 14 de abril de 1956) foi um vendedor de seguros e promotor de evento de tênis amador. Sua importância nos primeiros torneios ainda na era amadora, foi relevante para entra no International Tennis Hall of Fame em 1963. 